# أنثيموس السابع
أنثيموس السابع (1827، Filiates - 19 December 1913) كان البطريرك المسكوني للقسطنطينية من 1895 إلى 1896. توفي في هالكي بتركيا.

## حياته
درس في مدرسة زوسيموف في يانينا؛ في عام 1861 تخرج من مدرسة هالكي اللاهوتية.
في يونيو 1869 كان أسقف هيرتونيزان لباراميثيا. منذ عام 1877 صار مطران إينوس. في عام 1893 صار مطران كورشانسكي، ومنذ 21 يوليو 1894 مطران ليروس وكاليمنوس.
بعد تنازله عن الكرسي في يناير 1897، تقاعد إلى جزيرة أنتيجون، حيث توفي. أثناء التدريس في مدرسة زوسيموف، قام بكتابة «أدلة على إله يسوع المسيح، مستندة علي ايات الكتاب المقدس وعلي اقوال الآباء القديسين» (أثينا، 1865) - دحضًا لعمل جوزيف رينان «الحياة يسوع»؛ في عام 1892 نشر مجموعة من الكلمات حول إنجيل يوحنا بعنوان «معلم التقوى».

## أعماله
حرر رسالة نُشرت في أغسطس 1895 ردًا على الرسالة التبشيرية التي نشرها البابا لاون الثالث عشر للشعوب الأرثوذكسية في بريكلارا بتاريخ 20 يونيو 1894. تنص الرسالة على ما يلي: «إذا ما طرحنا جانبا الاختلافات بين الكنيستين، هذه الاختلافات التي نشأت في الغرب، ولكن الأهم الآن هو فيما يتعلق بالإيمان، بين الكنيستين. حدد غبطة البطريرك (أنفيم السادس) في رسالته العامة السبب الوحيد والأهم المفترض للانقسام وهو مسألة سيادة أسقف روما. ووجه نظرنا إلى المصادر حتى نتحرى كيف فكر أسلافنا وما أورثتنا به الأيام الأولى للمسيحية. وبالانتقال إلى آباء الكنيسة والمجامع المسكونية في القرون التسعة الأولى، فإننا مقتنعون تمامًا أن أسقف روما لم يُنظر إليه أبدًا في الكنيسة على أنه السلطة العليا والرئيس المعصوم، وأن كل أسقف هو رأس ورئيس كنيسته الخاصة، يخضع فقط للقرارات المجمعية. وقرارات الكنيسة المسكونية، باعتبارها الوحيدة المعصومة من الخطأ، وكما يظهر من تاريخ الكنيسة، فإن أسقف روما لم يستثني هذه القاعدة....الكنيسة البابوية وقد أدركت خطورة هذا الأمر فقد رجع العديد من الكهنة الكاثوليك الي قوانين المجامع المسكونية، ولكن في القرن التاسع عشر، واستمرارًا لتوسيع الانقسام القائم، المعلن عنه صراحة، ولمفاجأة العالم المسيحي بأسره، أعلن عن عصمة أسقف روما عن الخطأ. إن كنيسة المسيح الأرثوذكسية الشرقية والكاثوليكية لا تعرف أي شخص آخر سيبقى معصومًا من الخطأ على الأرض الا الابن الوحيد المتجسد وكلمة الله الذي لا يوصف. فالرسول بطرس نفسه، الذي يعتقد البابا أنه خليفته، أنكر الرب ثلاث مرات؛ وقد انبه الرسول بولس لأنه لم يتصرف بشكل صحيح تبعا لحق الإنجيل (غلاطية 2:11).» 